# Ispaster
Ispaster (spanisch Ispáster) ist eine Gemeinde im spanischen Baskenland, Provinz Bizkaia. Die Gemeinde hatte 712 Einwohnern (Stand: 2024).
Die Gemarkungen Barainka, Kurtziaga-Arropain, Gardata-Artika, Ispaster-Elexalde, Mendazona, Solarte-Gallete und Soloaran formen die Ortschaft und Gemeinde.

## Geografie
Ispaster liegt als Ort nur wenige Kilometer südlich der Atlantikküste und als Gemeinde unmittelbar am Golf von Biskaya in einer Höhe von ca. 110 m. Das Gemeindegebiet wird im Norden vom Atlantik begrenzt. Nachbargemeinden sind Ea im Nordwesten, Ereño im Westen, Nabarniz und Gizaburuaga im Süden, Amoroto im Südosten und Lekeitio und Mendexa im Osten. Die Provinzhauptstadt Bilbao liegt etwa 35 Kilometer westsüdwestlich.

## Geschichte
Am 1. Februar 1980 rückte der Ort in das Licht der Öffentlichkeit durch den Überfall der ETA auf einen herannahenden Konvoi von einer Waffenfabrik. Die sechsköpfige Besatzung des Konvois wurde komplett getötet. Zwei Angreifer starben an selbstgeworfenen Handgranaten. 
Der mutmaßliche Planer der Attacke wurde aus Mangel an Beweisen 1999 freigesprochen. Im Juli 1980 wurde dasselbe Muster des Angriffs bei einem Überfall der ETA auf einen Konvoi der Guardia Civil bei Orio verwendet. 

## Bevölkerungsentwicklung
| Jahr      | 1970 | 1981 | 1991 | 2001 | 2011 | 2021 |
| Einwohner | 798  | 628  | 618  | 606  | 679  | 754  |

## Sehenswürdigkeiten
- Höhlen mit mesolithischen Funden
- Michaeliskirche (Iglesia de San Miguel) aus dem 15. Jahrhundert
- Martinskapelle
- Rathaus

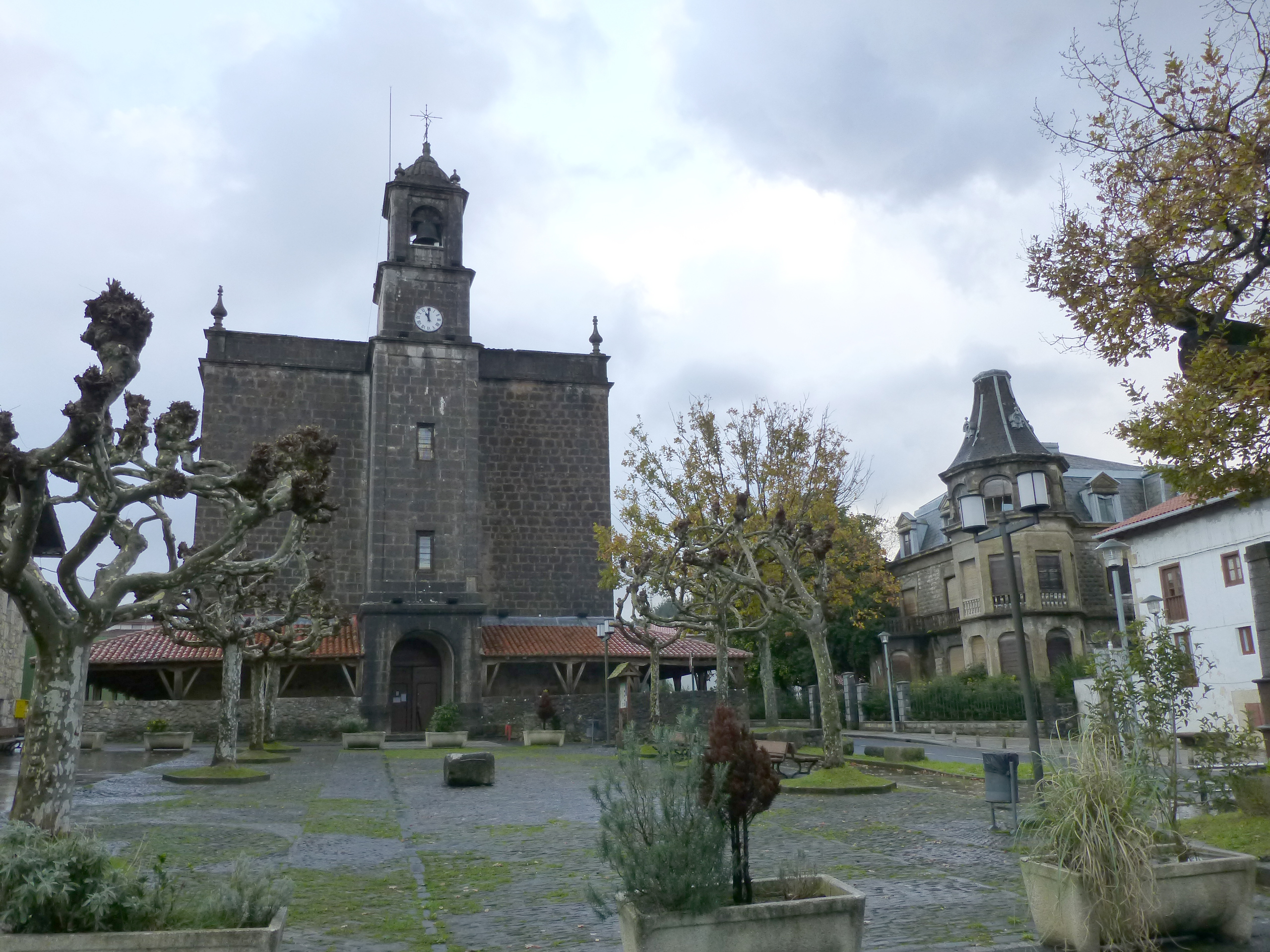
Michaeliskirche
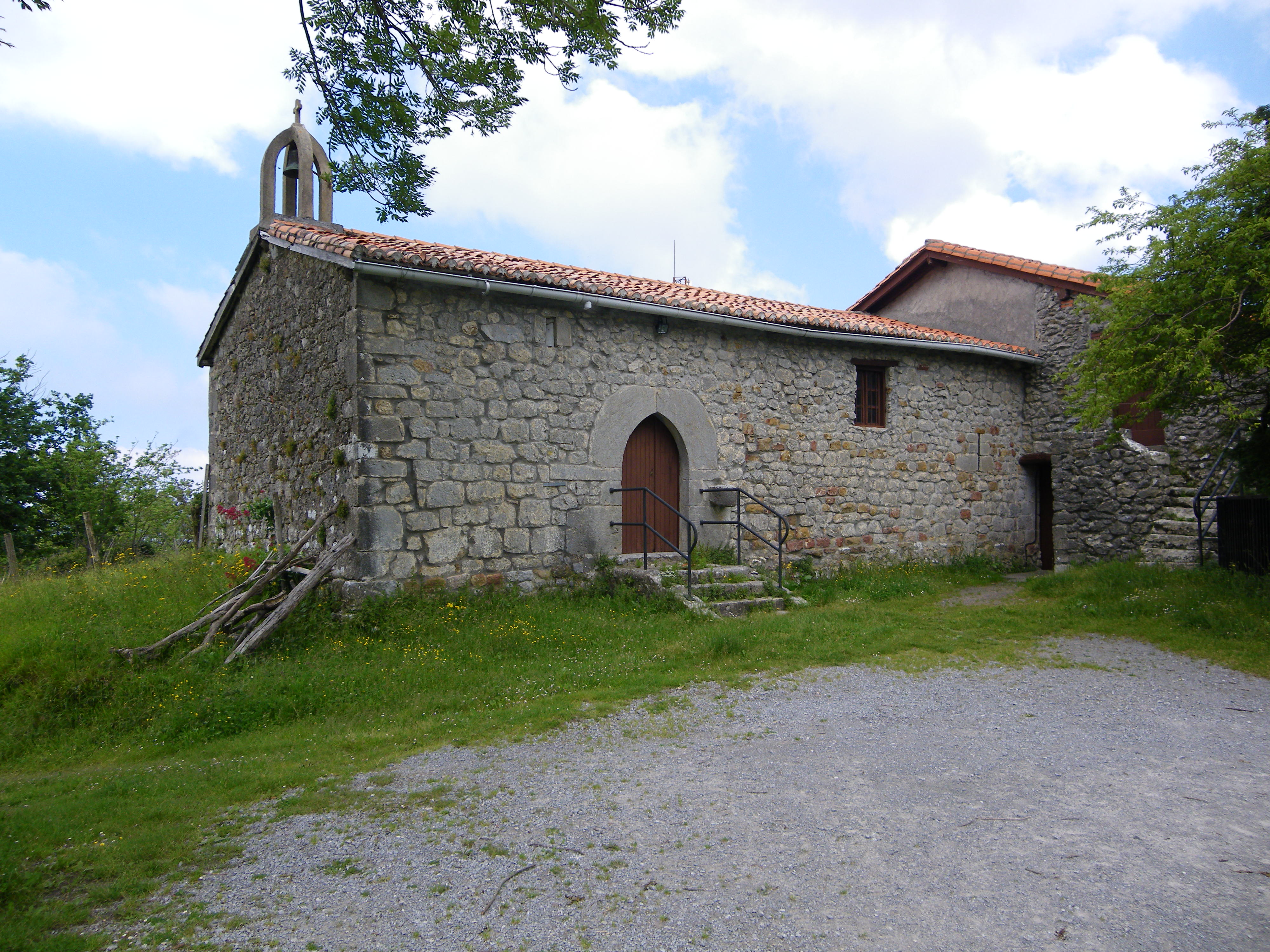
Martinskapelle

## Sport
Von 1997 bis 2007 gab es den Grand Prix Ayuntamiento de Ispaster als Cyclocross-Rennen (Querfeldein).